# Anders Golding
Anders Golding (ur. 12 maja 1984) – duński strzelec sportowy. Srebrny medalista olimpijski z Londynu.
Specjalizuje się w skeecie. Zawody w 2012 były jego drugimi igrzyskami olimpijskimi – debiutował w Pekinie (25. miejsce). W Londynie zajął drugie miejsce, wyprzedził go broniący tytułu Amerykanin Vincent Hancock.